# Nowa stara szkoła
Nowa stara szkoła – album studyjny polskiego duetu producenckiego The Returners. Wydawnictwo ukazało się 13 maja 2016 roku nakładem wytwórni muzycznej Prosto. Gościnnie w nagraniach wzięli udział m.in.: zespoły WSRH, Bez Cenzury, JWP i Dwa Sławy oraz raperzy Donguralesko, VNM, Gruby Mielzky, Małpa, Włodi, Białas, Bonson i Quebonafide.
Nagrania dotarły do 5. miejsca polskiej listy przebojów - OLiS. Materiał był promowany teledyskami do utworów "Kaiju", "Sekrety" i "Łajzo".

## Lista utworów
Opracowano na podstawie materiału źródłowego.
| CD 1 1. "Cutologia" 2. "Kaiju" (gościnnie: WSRH) 3. "W imię postępu" (gościnnie: Donguralesko) 4. "Tam gdzie idę" (gościnnie: Flojd, VNM) 5. "Ania" 6. "Dzieci z dworca uhh" (gościnnie: Dwa Sławy) 7. "Typowa historia" 8. "Swoi ludzie" (gościnnie: Bez Cenzury, JWP) 9. "Łajzo" (gościnnie: Gruby Mielzky) 10. "Ostatni raz" (gościnnie: Sarius) 11. "Luigi" 12. "Sekrety" (gościnnie: Małpa) 13. "Ćpuny" (gościnnie: Otsochodzi, Włodi) 14. "Area 51" 15. "BBQ" (gościnnie: Białas, Bonson, Quebonafide) 16. "Cutastrofa" (gościnnie: Tomasz Mielewski, DJ. B, Falcon 1, DJ Flip, DJ Kebs, DJ Krug, DJ Tort, DJ Twister, DJ Who?list) 17. "Przepis na jutro" (gościnnie: Kuban) 18. "Muszę wyjść stąd" (gościnnie: Kuba Knap) 19. "Spadochrony" (gościnnie: Ras)[A] 20. "Czysty sampling" (gościnnie: Młody Heavy Mental) 21. "Nic do stracenia" (gościnnie: Otsochodzi)[B] 22. "Atlantyda" (gościnnie: Proximite) 23. "Splash Brothers" 24. "Tacy sami" (gościnnie: Ortega Cartel) 25. "To jeszcze nie koniec" (gościnnie: Gruby Mielzky, Shellerini)[C] |  | CD 2 1. wersje instrumentalne CD 3 1. "Kaiju (Remix) (gościnnie: WSRH) 2. "W imię postępu (Remix)" (gościnnie: Donguralesko) 3. "Nic do stracenia (Remix)" (gościnnie: Otsochodzi) 4. Gruby Mielzky, Patr00 - "15" (remiks: The Returners) 5. Małpa - "Po Sygnale" (gościnnie: Włodi, remiks: The Returners) 6. "1_24 Bruklin K***a" 7. "2015_035 Sebastian Dilla" 8. "2015_058 Piano Italiano" 9. "2015_056 Alchemik Paulo Catanho" 10. "Niewrocisztu" |

Notatki
- A^ Z wykorzystaniem sampli pochodzących z utworu "Some Other Time" w wykonaniu zespołu The Alan Parsons Project[11].
- B^ Z wykorzystaniem sampli pochodzących z utworu "How Can You Throw My Love Away" w wykonaniu Carli Thomas[12].
- C^ Z wykorzystaniem sampli pochodzących z utworu "Aria" w wykonaniu zespołu Placebo[13].